# Susuhbango
Susuhbango is een bestuurslaag in het regentschap Kediri van de provincie Oost-Java, Indonesië. Susuhbango telt 3528 inwoners (volkstelling 2010).